# جهانغيري (قيلاب)
جهانغیري (بالفارسية: جهانگیری) هي منطقة سكنية تقع في قسم قيلاب الريفي، بمقاطعة أنديمشك التابعة لمحافظة خوزستان، إيران. يقدر عدد سكانها بـ 605 نسمة حسب الإحصاء السكاني الذي تمّ في عام 2006.